# Eric German
Eric Månsson German, född 1684, död 1 juli 1758 i Klara församling, Stockholm, var en svensk orgelbyggare och snickare i Stockholm. Han byggde även ett klaver.

## Biografi
Eric Månsson German var 1712–1713 elev till orgelbyggaren Arp Schnitger i Hamburg. År 1727 arbetade han som snickarmästare i Stockholm. German avled 1758 i Klara församling i Stockholm.

### Familj
German var gift med Anna Magdalena Meijwerck. De fick tillsammans sonen Carl Joachim (född 1727).
German var bror till snickarmästaren Petter Månsson German (död 1746) i Stockholm och borgaren Måns Månsson German i Södertälje.

## Klaver
- Ett klaver finns bevarat på Historiska museet i Stockholm.[7]

## Orglar
| År   | Ursprunglig kyrka        | Stift   | Bild | Manualer | Pedal | Stämmor | Bevarad orgel/fasad | Övrigt |
| ---- | ------------------------ | ------- | ---- | -------- | ----- | ------- | ------------------- | --- |
| 1720 | Barnhuskyrkan, Stockholm |         |      | 1        |       | 6       | Ja/Ja               | En orgel med 6 stämmor byggdes 1720 för Barnhuskyrkan av German. Orgeln flyttades 1788 till Fresta kyrka och består nu av 4 stämmor. |
| 1738 | Gamla Karleby kyrka      | Finland |      | 2        |       | 21      | Ja/Ja               | German renoverade orgeln 1738. Orgeln var byggd 1696 av Christian Beijer och Johan Christopher Beijer och hade blivit förstörd 1714 av ryssarna. Efter Germans renovering reparerade Olof Hedlund, Stockholm orgeln 1748. Flyttades senare till Munsala kyrka. |
| 1750 | Söderby kyrka            | Uppsala |      |          |       | 7       | Nej/Nej             | Orgeln bekostades till stora delar av greve Fredrik Gyllenborg och Elisabet Stierncrona. Orgeln utökades senare till 10 stämmor. En ny orgel byggdes 1887 av P L Åkerman & Lund, Stockholm.                                                                    |

### Reparationer och ombyggnationer
| År   | Ursprunglig kyrka     | Stift | Bild | Manualer | Pedal | Stämmor | Bevarad orgel/fasad | Övrigt                                                         |
| ---- | --------------------- | ----- | ---- | -------- | ----- | ------- | ------------------- | -------------------------------------------------------------- |
| 1732 | Klara kyrka           |       |      |          |       |         |                     | [ 11 ]                                                         |
| 1733 | Klara kyrka           |       |      |          |       |         |                     | German ingick ett kontrakt med församlingen.                   |
| 1734 | Klara kyrka           |       |      |          |       |         |                     | German såg över de båda orgelverken i kyrkan.                  |
| 1735 | Klara kyrka           |       |      |          |       |         |                     | German utvidgade orgeln med en ny stämma.                      |
| 1738 | Klara kyrka           |       |      |          |       |         |                     | German reparerade orgeln.                                      |
| 1739 | Skeppsholmskyrkan     |       |      |          |       |         |                     | German renoverade och stämde orgeln.                           |
| 1739 | Klara kyrka           |       |      |          |       |         |                     | German inspekterade och reparerade orgeln.                     |
| 1741 | Klara kyrka           |       |      |          |       |         |                     | German reparerade orgeln.                                      |
| 1742 | Klara kyrka           |       |      |          |       |         |                     | German stämde och rensade orgeln.                              |
| 1745 | Klara kyrka           |       |      |          |       |         |                     | German reparerade orgeln.                                      |
| 1750 | Klara kyrka           |       |      |          |       |         |                     | German reparerade orgeln och satte in stämman vox humana 1750. |
| 1752 | Maria Magdalena kyrka |       |      |          |       |         |                     | German förbättrade orgeln 1752.                                |

### Medarbetare
- Carl Gustaf Cardon (född 1721). Han var son till klockaren och kyrkoskrivaren Petter Cardon (död 1736) och Christina Adriansdotter.[21] Han var 1737 elev hos orgelbyggaren och snickarmästaren Eric German och arbeta på orgeln i Karleby kyrka med honom.[22] Han var 1739 anställd hos orgelbyggaren Olof Hedlund i Stockholm som gosse.[23]